# Jonathan Schmid
Jonathan Schmid (Straatsburg, 22 juni 1990) is een Frans-Oostenrijks voetballer die bij voorkeur als flankaanvaller speelt. Hij stroomde in 2010 door vanuit de jeugd van SC Freiburg.

## Clubcarrière
Op 15 augustus 2009 debuteerde Schmid voor het tweede elftal van SC Freiburg tegen Karlsruher SC. Op 22 januari 2011 maakte hij zijn Bundesligadebuut tegen FC Nürnberg. In februari 2012 scoorde hij zijn eerste doelpunt in de Bundesliga, tegen Werder Bremen.
Schmid speelde 4,5 jaar met het eerste van Freiburg in de Bundesliga, met als beste resultaat een vijfde plaats in het eindklassement in het seizoen 2012/2013 en als slechtste plaats zeventien, in 2014/2015. Dit betekende rechtstreekse degradatie voor de club. Schmid bleef zelf wel in de Bundesliga. Hij tekende in juni 2015 een contract van 1 juli 2015 tot medio 2019 bij TSG 1899 Hoffenheim, de nummer acht van het voorgaande seizoen.

## Clubstatistieken
| Seizoen | Club                | Land      | Competitie       | Wed. | Doelp. |
| ------- | ------------------- | --------- | ---------------- | ---- | ------ |
| 2009/10 | SC Freiburg II      | Duitsland | Regionalliga Süd | 18   | 0      |
| 2010/11 | SC Freiburg II      | Duitsland | Regionalliga Süd | 31   | 8      |
| 2010/11 | SC Freiburg         | Duitsland | Bundesliga       | 1    | 0      |
| 2011/12 | SC Freiburg II      | Duitsland | Regionalliga Süd | 12   | 4      |
| 2011/12 | SC Freiburg         | Duitsland | Bundesliga       | 22   | 1      |
| 2012/13 | SC Freiburg         | Duitsland | Bundesliga       | 33   | 11     |
| 2013/14 | SC Freiburg         | Duitsland | Bundesliga       | 29   | 4      |
| 2014/15 | SC Freiburg         | Duitsland | Bundesliga       | 33   | 4      |
| 2015/16 | TSG 1899 Hoffenheim | Duitsland | Bundesliga       | 23   | 4      |
| 2016/17 | FC Augsburg         | Duitsland | Bundesliga       | 25   | 1      |
| 2017/18 | FC Augsburg         | Duitsland | Bundesliga       | 25   | 0      |
| 2018/19 | FC Augsburg         | Duitsland | Bundesliga       | 28   | 3      |
| Totaal  | Totaal              | Totaal    | Totaal           | 280  | 40     |

## Trivia
Schmid werd geboren in het Franse Straatsburg. Zijn moeder is Française en zijn vader is een Oostenrijker.
1 Dahmen ·
2 Gumny ·
3 Pedersen ·
4 Oxford ·
5 Matsima ·
6 Gouweleeuw  ·
7 Kabadayı ·
8 Rexhbeçaj ·
9 Essende ·
10 Maier ·
11 Wolf ·
13 Giannoulis ·
15 Mounié ·
16 Zesiger ·
17 Jakić ·
19 Onyeka ·
20 Claude-Maurice ·
21 Tietz ·
22 Labrović ·
24 Jensen ·
31 Schlotterbeck ·
32 Framberger ·
36 Kömür ·
37 Berisha ·
44 Koudossou ·
47 Banks ·
Coach: Thorup